# La Bourgeoise et le Loubard
La Bourgeoise et le Loubard est un film français réalisé en 1977 par Jean-Louis Daniel, sorti en 1979.

## Fiche technique
- Titre : La Bourgeoise et le Loubard
- Autre titre : Trottoir des allongés
- Réalisation : Jean-Louis Daniel
- Scénario : Jean-Louis Daniel
- Photographie : Gabriel Glissant
- Son : Yves Zlotnicka
- Musique : J.A. Seazer
- Montage : Véronique Graule, Isabelle Rathery
- Société de production : Arc Films - Kuiv Productions - Les Films du Point du Jour
- Pays d'origine :  France
- Durée : 83 minutes
- Date de sortie : France, mai 1977 (présentation au Festival de Cannes) et 21 novembre 1979 (sortie nationale)

## Distribution
- Catherine Le Cocq : Anita
- Jacques Burloux : Marcel
- Carla Marlier : Barbara
- Daniel Langlet : Maurice
- François Michaux : le mari de Barbara
- Philippe du Janerand : l'apprenti-boucher
- Mostéfa Stiti : le concierge

## Sélections
- 1977 : Festival de Cannes